# 南バナト郡

南バナト郡
Јужнобачки округ
Južnobački okrug

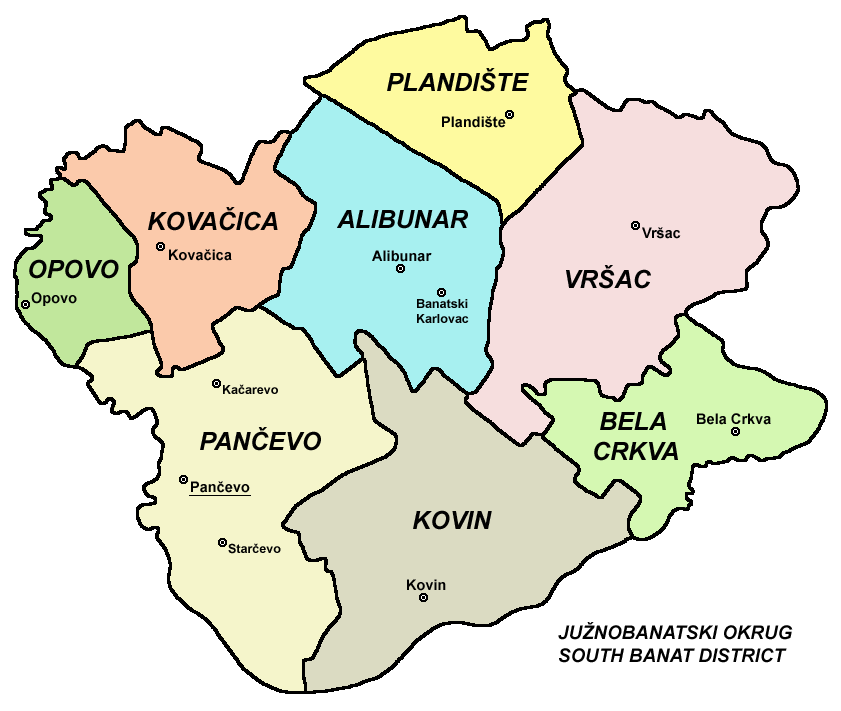
基礎自治体

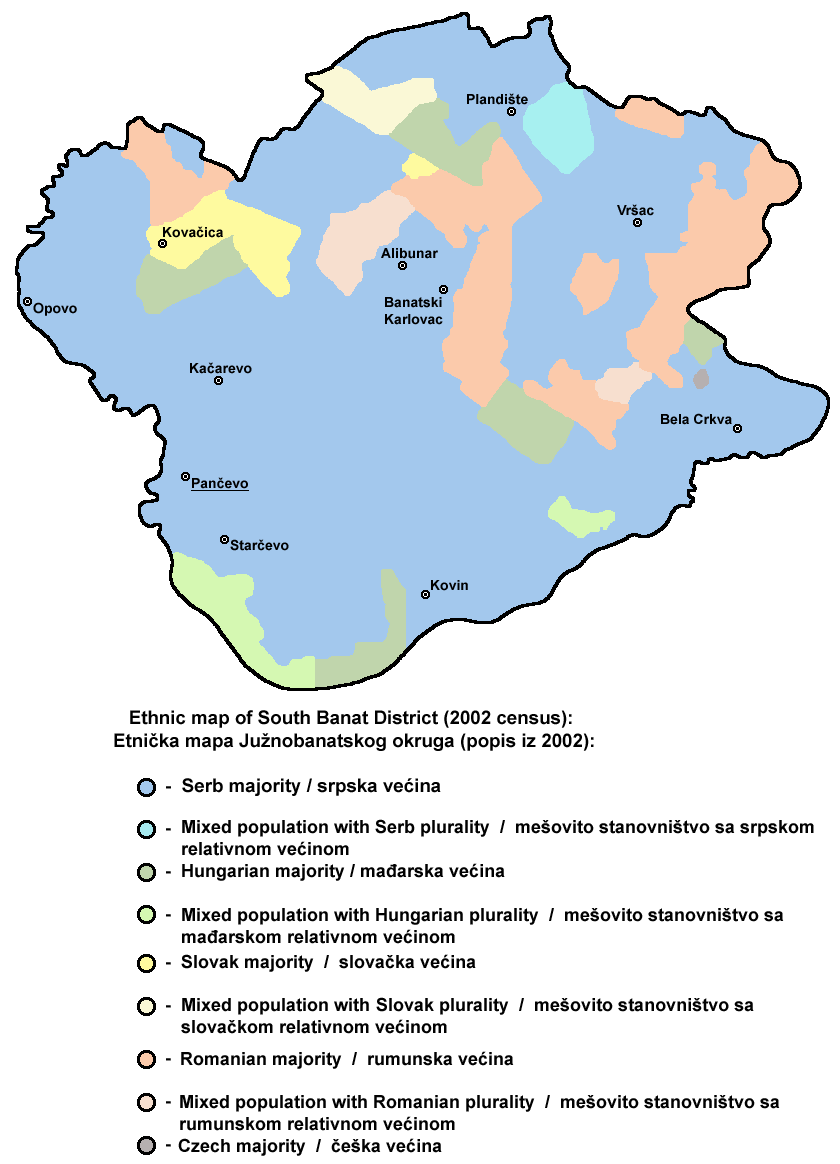
民族構成

南バナト郡（みなみバナトぐん、セルビア語: Јужнобанатски округ,クロアチア語: Južnobanatski okrug,ハンガリー語: Dél-bánsági körzet,スロバキア語: Juhobanátsky okres,ルーマニア語: Districtul Banatul de Sud,パンノニア・ルシン語:Јужнобанатски окрух）はセルビア北東部ヴォイヴォディナにある郡である。行政的な中心都市はパンチェヴォで、郡の東側はルーマニアのトランシルヴァニア地方と国境を接している。2022年の国勢調査による人口は260,244人である。

## 基礎自治体
南バナト郡は8つの基礎自治体によって構成されている。
- プランディシュテ（Plandište）
- オポヴォ（Opovo）
- コヴァチツァ（Kovačica）
- アリブナル（Alibunar）
- ヴルシャツ（Vršac）
- ベラ・ツルクヴァ（Bela Crkva）
- パンチェヴォ（Pančevo）
- コヴィン（Kovin）

## 民族構成
2002年の国勢調査による。
- セルビア人: 220,641人(70.28%)
- ルーマニア人: 21,618人(6.88%)
- ハンガリー人: 15,444人(4.91%)
- スロバキア人: 15,212人(4.84%)
- マケドニア人: 7,636 (2.43%)
- ロマ: 6,268人(1.99%)
- ユーゴスラビア人: 5,687人(1.81%)

ほとんどの基礎自治体はセルビア人が多数を占めているが、コヴァチツァはそれぞれの民族が混在しており、比較的スロバキア人（41%）が多数を占める。

## 文化
パンチェヴォには歴史的なアーカイブである国立図書館Veljko Vlahovićや重要文化財に指定された施設など多くの著名な文化遺産がある。注目されるのは1405年に建てられたセルビア正教会のヴォイロヴィツァ修道院や1811年に建てられた聖母被昇天教会と変容教会、1833年に出来た国立博物館などである。

## 経済
パンチェヴォは工業が盛んな都市で、石油関連や肥料工場などが立地し工業地帯を形成している。